# Hapeville
Hapeville is een plaats (city) in de Amerikaanse staat Georgia, en valt bestuurlijk gezien onder Fulton County.

## Demografie
Bij de volkstelling in 2000 werd het aantal inwoners vastgesteld op 6180.
In 2006 is het aantal inwoners door het United States Census Bureau geschat op 6148, een daling van 32 (-0,5%).

## Geografie
Volgens het United States Census Bureau beslaat de plaats een oppervlakte van
6,1 km², geheel bestaande uit land.

## Plaatsen in de nabije omgeving
De onderstaande figuur toont nabijgelegen plaatsen in een straal van 12 km rond Hapeville.